# Форт Боярд (телешоу, Россия)
«Форт Боя́рд», «Ру́сские в фо́рте Боя́р», «Форт Боя́рд. Возвраще́ние» — русская версия популярной французской телевизионной игры Fort Boyard. Транслировалась с 21 сентября 1998 по 15 ноября 2021, в 1998 году — на НТВ, с 2002 по 2004 год и в 2006 году — на канале «Россия», в 2013 году — на «Первом канале», в 2019 и 2021 годах — на СТС.

## Описание

### Показ на «НТВ»
В 1998 году телекомпания «НТВ», до этого показывавшая переведённые французские выпуски игры, выпустила первый сезон «Форта Боярд» с участием российских команд. Всего было снято три игры с участием сотрудников телеканала, так как этот сезон был «пробным». Также была показана передача о съёмках русской версии «Форта Боярд», содержавшая в себе и впечатления участников от увиденного. В планах «НТВ» были съёмки игр с участием простых зрителей, но из-за дефолта они были отменены.

### Показ на телеканале «Россия»
В 2002 году проект был реанимирован и вышел на телеканале «Россия» со своей версией русского написания французского топонима «Boyard» (/bojar/) — «Форт Боярд». В игре вместе с известными журналистами и ведущими телеканала также принимали участие российские спортсмены и актёры, позднее также стали участвовать и музыканты. Здесь передача выходила на протяжении трёх лет. В 2006 году телезрителям была предложена новая концепция, предусматривающая игру одновременно двух команд: был проведён турнир по олимпийской системе, и победители турнира (команда в составе Игоря Жижикина, Руслана Нигматуллина, Алёны Свиридовой и Светланы Мастерковой) получили золото Форта, выигранное всеми остальными командами (87,5 кг золотых бойярдов или 1,2 млн рублей).

### Показ на «Первом канале»
В 2012 году, спустя 6 лет, по данным французских организаторов, права на игру были выкуплены ООО «Красный квадрат» — телекомпанией, производящей передачи для «Первого канала». Съёмки 9 выпусков шестого русского сезона «Форта Боярд» прошли с 16 по 21 июля 2012 года. В эфире «Первого канала» передача шла с 16 февраля по 21 апреля 2013 года. В новом сезоне победу одержала команда «Разнорабочие», в которую вошли: Юрий Грымов, Сергей Улегин, Елена Кулецкая, Владислав Лисовец и Валентина Голубева. Повтор выпусков прошёл с 8 июня по 24 августа 2013 года.

### Показ на «СТС»
В 2019 году, спустя 6 лет после показа шестого сезона, на телеканале «СТС» проект был возобновлён с ведущим Сергеем Шнуровым. Производством 10 выпусков седьмого сезона занималась компания Mastiff Russia. Съёмка одного выпуска телеигры по состоянию на июль 2019 года стоила около 5 млн рублей. Выпуски выходили в эфир по воскресеньям с 22 сентября по 24 ноября 2019 года. В седьмом сезоне по количеству заработанных денег победу одержала команда, в которую вошли: Роза Сябитова, Мария Погребняк, Роман Маякин, Николай Соболев и Давид Манукян. Вместе им удалось заработать 710 830 рублей.
3 января 2020 года на «СТС» был показан специальный выпуск «Форт Боярд. Тайны крепости», где было рассказано о закулисье шоу. В нём было официально объявлено о продлении проекта на 8-й сезон. Планировалось, что съёмки должны были состояться летом 2020 года, а премьера — осенью этого же года. Однако в связи с распространением по миру COVID-19 и отсутствием возможности съёмок во Франции выход сезона был отложен на неопределённый срок. 29 июня Sylvie Aaron (гримёр Форта) подтвердила, что в 2020 году съёмок иностранных версий не будет.
14 июля 2021 года, в День взятия Бастилии, стартовали съёмки восьмого сезона. Ведущим новых выпусков стал актёр Сергей Бурунов (в титрах указывается как «Серж Бурунов»). Производством проекта продолжила заниматься компания Mastiff Russia. Премьера состоялась на СТС в понедельник 27 сентября 2021 года. Всего было отснято 8 выпусков.
В этом сезоне были установлены несколько рекордов:
- Во втором выпуске было 4 пленника подряд; один участник (Иван Дорн), чтобы спасти команду, смог заработать 4 ключа подряд (1 в испытании и 3 подряд в Зале теней); все пленники справились с побегом.
- В четвёртом выпуске из-за положительного теста на COVID-19 у одного участника (Игорь Чехов), приняли участие 4 человека (Роман Юнусов, Иван Половинкин, Антон Иванов и Екатерина Ковальчук). Команда начала весьма неплохо, заработав три ключа подряд, а затем 1 участник из-за провала испытания «Музей» оказался в плену, следом 1 участник смог заработать ещё 1 ключ и недостающие ключи необходимо было получить в Зале теней; после двух провалов подряд ещё 2 участника оказались в плену, и ещё 1 участник не справился с побегом из тюрьмы и вернулся обратно. Впервые за всю историю телеигры на этапе приключений остался всего лишь 1 участник (Роман Юнусов), и ведущий Серж Бурунов решил прыгнуть с тарзанки над морем, чтобы спасти команду. Благодаря усилиям ведущего Сержа Бурунова и игрока Романа Юнусова удалось установить ещё один рекорд — были собраны все 3 подсказки (обычно какая-то подсказка сгорала во время испытаний). Команда, несмотря на трудности, сумела выиграть 510 800 рублей.
- В финальном (восьмом) выпуске команда актёров (Аристарх Венес, Пётр Романов, Артём Королёв, Ян Гэ и Маша Вебер) смогла на этапе испытаний собрать все 6 ключей и тем самым избежала похода в Зал теней, чего до этого момента не удавалось ни одной команде.

В восьмом сезоне по количеству заработанных денег победу одержала команда «Буря натиска», в которую вошли Иван Дорн, Влад Чижов, Николай Наумов, Владимир Селиванов и Прохор Шаляпин. Вместе им удалось заработать 646 000 рублей.
15 ноября 2021 года, сразу после финального выпуска восьмого сезона, на «СТС» был показан новый специальный выпуск «Тайны крепости», где было рассказано о секретах создания проекта, а ведущий объявил о продлении проекта на 9-й сезон. Съёмки сезона были запланированы на лето 2022 года, однако в марте того же года они были отменены и в дальнейшем проект прекратил своё существование в связи с началом войны (нападение России на Украину) и окончательно ушёл из России, а производить новый сезон должна была компания WeiT Media.

## Правила русской версии игры

### Упразднённые правила
В первом и втором сезоне был общий хронометраж.

#### 1998
За 43:00 (в первой игре) и 40:00 (в двух последующих играх) команде нужно было заработать 5 ключей и 2 подсказки.

#### 2002
За 35:00 команде нужно было заработать 4 ключа и 2 подсказки.

### Правила, начиная с 2003 года

#### Первый этап — Испытания
За 40 минут (в 5 сезоне за 35, в 6 сезоне данный таймер отсутствовал) команда должна добыть максимальное количество ключей, отпирающих ворота Сокровищницы. Получить ключи можно, одержав победу в испытаниях, которые делятся на несколько условных категорий:
- Традиционные испытания в кельях. За время, отмеряемое водяными часами — клепсидрой, игрок (в некоторых испытаниях — два или три игрока или дуэль в двухкомандной концепции) должен справиться с предложенным заданием и успеть покинуть келью с ключом. В том случае, если ему не удаётся выйти до истечения времени, участник становится пленником и препровождается надзирателем Лябулем (с 7-го сезона Мистером Бу и Леди Бу) в тюремную камеру в подземелье форта (3—4, 7 сезоны, в 1, 2, 5 и 6 сезонах освобождался автоматически). С 8 сезона пленник может сбежать из тюрьмы с помощью потайного выхода за 3 минуты. Игрок может стать пленником в самых сложных испытаниях — «Присоска» (при случае соприкосновения с полом, иногда при потере присоски), «Наручник», «Прозрачная труба», «Ледяная горка», «Паучье логово», «Посылка» и «Отвесная стена снаружи форта» (при невыполнении испытания, за отведённое время).
- Испытания-приключения введены с 6 сезона. В этих конкурсах, проводящихся преимущественно вне келий и ранее предназначенных исключительно для получения подсказок, игроку необходимо за отведённое время (отсчёт которого ведётся виртуальным таймером, невидимым для непосредственных участников игры) добыть код от ящика с ключом внутри. В случае превышения временного лимита, держатель загорался, а ключ падал в жёлоб, и он внутри ящика становился недоступным. В этой разновидности испытаний игроки не могут попасть в плен. Игроков, как и в традиционных испытаниях, может быть более одного.
- Загадка старца Фура: одного из участников отправляют в башню к старцу, Фура загадывает загадку. Если участник знает правильный ответ, он звонит в колокольчик; если участник ответил правильно, он получает ключ; если нет (или игрок не успевает ответить за отведённое на оное время), он уходит ни с чем. В двухкомандной концепции (5-6 сезон) если участник знает правильный ответ, он должен быстрее соперника позвонить в колокольчик. Если его ответ верный, он получает ключ, если он ответил неправильно, ключ автоматически достаётся сопернику. Если оба отвечают неправильно, то уходят ни с чем. С 7 сезона в этом виде заданий введены новые испытания: человека отправляют в заброшенную будку с телефоном, которая кишит мухами, а также, сверху в неё падают различные насекомые и змея; человека сажают в телефонную будку, пристёгивают ремнями и запускают «летать» на тросах. В сезоне 2021 года, человека сажают в телефонную будку над морем, которая наклоняется и в конце испытания, он прыгает на канате над морем. Во время первого, второго и третьего испытания участникам звонит по телефону старец Фура, загадывая загадку. Старец Фура находится рядом с участником и движет джойстиком, самого человека ставят на круг и он вращается в разные стороны («Зал Гагарина»).

#### Второй этап — Совет Теней (в 2019 и 2021 — Зал Теней)
Проводился в 3 — 4 и 7-8 сезонах. Если у команды есть пленники, то для их освобождения нужно попасть на Совет Теней: для этого команде нужно добыть кристалл, отпирающий дверь в Зал Совета. После этого участники по одному играют с мэтром в настольную мини-игру. Если участники побеждают у мэтров, то они получают ключи, отпирающие клетку с пленником; если команда проигрывает мэтрам, то уходит ни с чем. Если у команды нет пленников (или если их было до 2-х), игроки сражаются с мэтрами за бонусные подсказки. В 3 сезоне, если никто из игроков команды не попадал в плен, команда боролась за дополнительное время (это произошло только в одном выпуске, и команда выиграла все мини-дуэли и с учётом основного и бонусного времени, команда получила 4 минуты в сокровищнице). Но с 7-го сезона правила изменились: один из участников команды должен зайти в Зал Теней и тогда команда получит недостающие ключи. Участнику нужно сыграть с мастером игры в настольную мини-игру. Если он выигрывает, то он возвращается обратно к своей команде, в противном случае он отправится в тюремную камеру. Пленники также играли на свою свободу. Если пленник выигрывал, то он возвращался к своей команде, а если он не выигрывал он отправлялся назад в тюремную камеру, это правило действовало только в 2019 году.

#### Третий этап — Побег из тюрьмы (2021)
С сезона 2021 года пленники, которые не справились на этапе «Испытания», играли на свою свободу только при помощи побега. За 3 минуты пленники должны выбраться на свободу, в противном случае возвращаются обратно в тюремную камеру. Данное правило не распространяется на пленников, которые попали в тюремную камеру на этапе Зала Теней.

#### Четвёртый этап — Приключения
В третьем этапе команде или командам нужно добыть максимальное количество подсказок за определённое количество времени, которые помогут отгадать ключевое слово в сокровищнице. Приключения проводятся как в кельях, так и вне их. В случае если игрок не успевает выполнить задание за отведённое на него время, то подсказка сгорает. Как и в первом этапе участника отправляют в башню к Фура, если участник отгадал загадку, то он получает подсказку.
В 5 и 6 сезонах в конце третьего этапа командам предлагалась дуэль друг с другом. Эти дуэли — настольные игры на силу, ловкость, смекалку и удачу. Командам предоставляется до трёх попыток для получения подсказки, в случае победы одна из команд получает подсказку, в случае ничьи, дуэль разыгрывается повторно или же подсказку не получает ни одна из команд.

#### Пятый этап — Сокровищница
В финале игры команда собирается у ворот Сокровищницы. Прежде всего игроки должны вставить выигранные ранее ключи в замки ворот — что послужит сигналом укротительнице тигров Фелиндре (Монике) загнать хищников в клетки. Далее ведущий раздаёт игрокам заработанные во время приключений патроны с подсказками и опускает рычаг, запуская таким образом обратный отсчёт времени, отведённого на Сокровищницу (в 3 и 4 сезонах также использовался таймер приключений, если время там оставалось). Участники команды должны как можно быстрее вскрыть патроны, ознакомиться с подсказками, разгадать кодовое слово и обозначить составляющие его буквы при помощи собственных тел и, при необходимости (на случай если букв в кодовом слове будет больше), пушечных ядер на алфавитном полу Сокровищницы. После оглашения кодового слова, Фелиндра поворачивает золотую голову тигра и запускается сложный механизм Сокровищницы, чтобы определить правильность предложенного участниками варианта. Если предложенный вариант окажется правильным, игроки получают доступ к золотым монетам, и могут попытаться вынести как можно большее их количество из Сокровищницы за оставшееся время (действовало в 1—5 и 7, 8 сезонах). В 6 сезоне за каждый заработанный ключ обе команды получали по 10 бонусных секунд пребывания в сокровищнице, а участники заранее получают доступ к золоту, после выноса монет ведущие объявляли ключевое слово, если команда или команды угадали ключевое слово, то она (или они) признавались победителями и уносили золото, если никто не угадал ключевое слово, то они уходили ни с чем. Если кто-либо из игроков задерживается в Сокровищнице и не имеет возможности покинуть её после того, как решётка ворот опустится, ведущий при помощи специального стоп-крана блокирует выход тигров — это означает, что команда лишается всех вынесенных золотых монет.

## Краткое изложение правил игры 1998—2021 годов
| Сезон | Количество игр | Необходимое число ключей                                         | Хронометраж                                          | Освобождение пленников                                                                            | Время для сокровищницы                                                                                | Бонус | Получение недостающих ключей                              | Получение дополнительных подсказок |
| ----- | -------------- | ---------------------------------------------------------------- | ---------------------------------------------------- | ------------------------------------------------------------------------------------------------- | --- | ----- | --------------------------------------------------------- | --- |
| 1998  | 3              | 5                                                                | 43:00 в первой игре и 40:00 в двух последующих играх | Автоматически (на время испытаний игрока помещали в клетку)                                       | 3:00                                                                                                  | -     | Каменный мешок                                            | При наличии 6-ти и более ключей команда получает дополнительную подсказку за каждый дополнительный ключ; есть возможность оставить заложников в обмен на подсказки                                                                  |
| 2002  | 8              | 4                                                                | 35:00                                                | Автоматически (на время испытаний игрока помещали в клетку). В данном сезоне был всего 1 пленник. | 2:30                                                                                                  | -     | Каменный мешок                                            | При наличии 5-ти и более ключей команда получает дополнительную подсказку за каждый дополнительный ключ; есть возможность оставить заложников в обмен на подсказки                                                                  |
| 2003  | 13             | 5                                                                | 40:00 на испытания и 15:00 на приключения            | Совет Теней                                                                                       | 3:00 + 0/15/30/60 секунд за 1/2/3/4 победы на Совете при отсутствии пленников (1 раз за данный сезон) | -     | Пленник                                                   | При наличии 6-ти и более ключей команда получает дополнительную подсказку за каждый дополнительный ключ; есть возможность оставить заложников в обмен на подсказки                                                                  |
| 2004  | 18             | 5                                                                | 40:00 на испытания и 20:00 на приключения            | Совет Теней                                                                                       | 3:00 +/- 15 секунд за каждый лишний/недостающий ключ                                                  | -     | Минус 15 секунд из времени на Сокровищницу за каждый ключ | В случае, если у команды нет пленников, или 1-2 пленника, освобождённый(-ых) с первой или второй попытки, команда играет на дополнительную подсказку(-и) на Совете Теней; есть возможность оставить заложников в обмен на подсказки |
| 2006  | 15             | Больше, чем у соперника                                          | 35:00 на испытания, таймер приключений отсутствует   | Автоматически (пленник пропускает только следующее испытание своей команды)                       | 4:00                                                                                                  | -     | -                                                         | Перед входом в Сокровищницу команды имеют право получить дополнительные подсказки в обмен на заложников. Максимальное количество дополнительных подсказок — две.                                                                    |
| 2013  | 9              | Не имеет значения. Каждый ключ приносил 10 дополнительных секунд | -                                                    | Автоматически                                                                                     | 2:00 + 10 секунд за каждый ключ                                                                       | -     | -                                                         | Перед входом в Сокровищницу команды имеют право получить дополнительные подсказки в обмен на заложников. Максимальное количество дополнительных подсказок — две.                                                                    |
| 2019  | 10             | 6                                                                | 40:00 на испытания и 20:00 на приключения            | Зал Теней; перед походом в сокровищницу — автоматически                                           | 3:00                                                                                                  | -     | Совет Теней                                               | Перед входом в Сокровищницу команды имеют право получить дополнительные подсказки в обмен на заложников. Максимальное количество дополнительных подсказок — четыре.                                                                 |
| 2021  | 8              | 6                                                                | 40:00 на испытания и 20:00 на приключения            | Побег из тюрьмы; перед походом в сокровищницу — автоматически                                     | 3:00                                                                                                  | -     | Совет Теней                                               | Перед входом в Сокровищницу команды имеют право получить дополнительные подсказки в обмен на заложников. Максимальное количество дополнительных подсказок — четыре.                                                                 |

## Персонажи русской версии игры
| Ведущие, соведущие и обитатели Башни                            | НТВ  | Россия | Россия | Россия | Россия | Первый канал | СТС  | СТС  |
| Ведущие, соведущие и обитатели Башни                            | 1998 | 2002   | 2003   | 2004   | 2006   | 2013         | 2019 | 2021 |
| Ведущие                                                         |      |        |        |        |        |              |      |      |
| Леонид Парфёнов                                                 |      |        |        |        |        |              |      |      |
| Сергей Брилёв                                                   |      |        |        |        |        |              |      |      |
| Леонид Ярмольник                                                |      |        |        |        |        |              |      |      |
| Николай Валуев                                                  |      |        |        |        |        |              |      |      |
| Сергей Шнуров                                                   |      |        |        |        |        |              |      |      |
| Сергей Бурунов                                                  |      |        |        |        |        |              |      |      |
| Соведущие                                                       |      |        |        |        |        |              |      |      |
| Елена Ханга                                                     |      |        |        |        |        |              |      |      |
| Яна Батыршина                                                   |      |        |        |        |        |              |      |      |
| Оксана Фёдорова                                                 |      |        |        |        |        |              |      |      |
| Елена Корикова                                                  |      |        |        |        |        |              |      |      |
| Екатерина Коновалова                                            |      |        |        |        |        |              |      |      |
| Анна Ардова                                                     |      |        |        |        |        |              |      |      |
| Обитатели Башни                                                 |      |        |        |        |        |              |      |      |
| Вадим Гущин — старец Фура, Андрей Ярославцев — закадровый голос |      |        |        |        |        |              |      |      |
| Николай Денисов — старец Фура                                   |      |        |        |        |        |              |      |      |
| Василий Ливанов — капитан Фура                                  |      |        |        |        |        |              |      |      |
| Александр Адабашьян — звездочёт Фура                            |      |        |        |        |        |              |      |      |
| Александр Филиппенко — скряга Фура                              |      |        |        |        |        |              |      |      |
| Виктор Вержбицкий — маг Фура                                    |      |        |        |        |        |              |      |      |
| Оливье Сиу — старец Фура                                        |      |        |        |        |        |              |      |      |